# Salselas
Salselas é uma povoação portuguesa sede da Freguesia de Salselas do Município de Macedo de Cavaleiros, freguesia com 36,42 km² de área e 284 habitantes (censo de 2021), tendo, por isso, uma densidade populacional de 7,8 hab./km²
Salselas pertenceu em 1839 ao concelho Bragança, em 1852 ao concelho de Izeda e, em 1874, foi integrada no concelho (atual município) de Macedo de Cavaleiros.
A Freguesia de Salselas é constituída pelas aldeias de Salselas, Valdrês e Limãos. As suas principais actividades são a agricultura e pecuária, sendo a produção de leite bovino e azeite as principais produções económicas.
É conhecida pelas suas tradições, sendo os "Pauliteiros de Salselas" e o Museu Rural de Salselas as referências mais significativas a nível cultural.
A aldeia de Salselas encontra-se inserida no Parque ecológico da Barragem do Azibo.

## Demografia
A população registada nos censos foi:
| Distribuição da População por Grupos Etários | Distribuição da População por Grupos Etários | Distribuição da População por Grupos Etários | Distribuição da População por Grupos Etários | Distribuição da População por Grupos Etários |
| -------------------------------------------- | -------------------------------------------- | -------------------------------------------- | -------------------------------------------- | -------------------------------------------- |
| Ano                                          | 0-14 Anos                                    | 15-24 Anos                                   | 25-64 Anos                                   | > 65 Anos                                    |
| 2001                                         | 42                                           | 65                                           | 215                                          | 158                                          |
| 2011                                         | 27                                           | 29                                           | 170                                          | 160                                          |
| 2021                                         | 10                                           | 14                                           | 101                                          | 159                                          |

## Património
- Igreja Paroquial de Salselas
- Capela de Santa Joana
- Capela de Santo António
- Igreja de Limãos
- Igreja de Valdrez
- Capela de Nossa Senhora da Piedade
- Capela de São Sebastião
- Capela de São Francisco
- Solar de Figueiredo Sarmento – Limãos
- Fornos da Telha e da Cal